# Ценхермандал
Ценхермандал (монг. Цэнхэрмандал) — сомон аймаку Хентій, Монголія. Площа 3177 км², населення 1750 чол. Центр сомону селище Мотод лежить за 200 км від Улан-Батора, за 150 км від міста Ундерхаан.

## Соціальна сфера
Є школа, лікарня, будинок культури.